# Ramadán

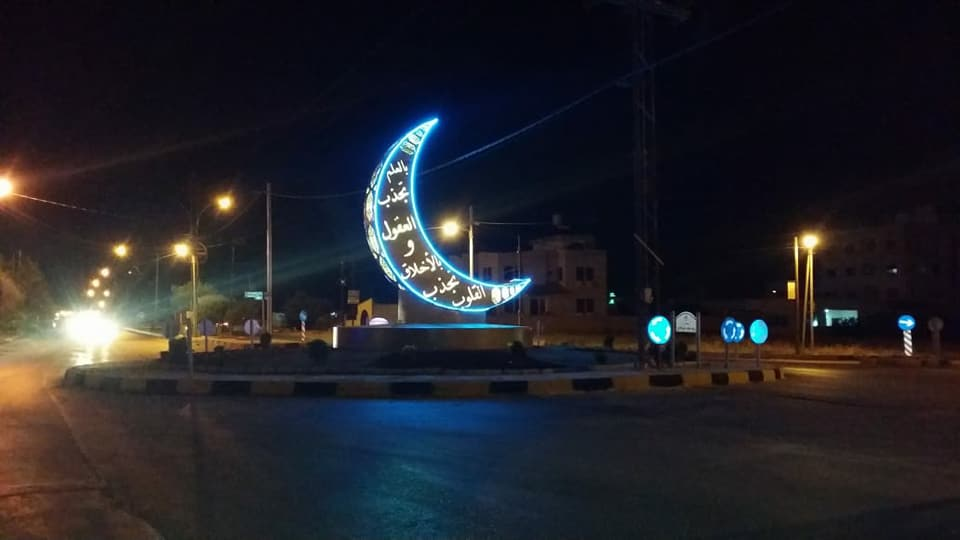
Sváteční osvětlení sochy půlměsíce v Jordánsku

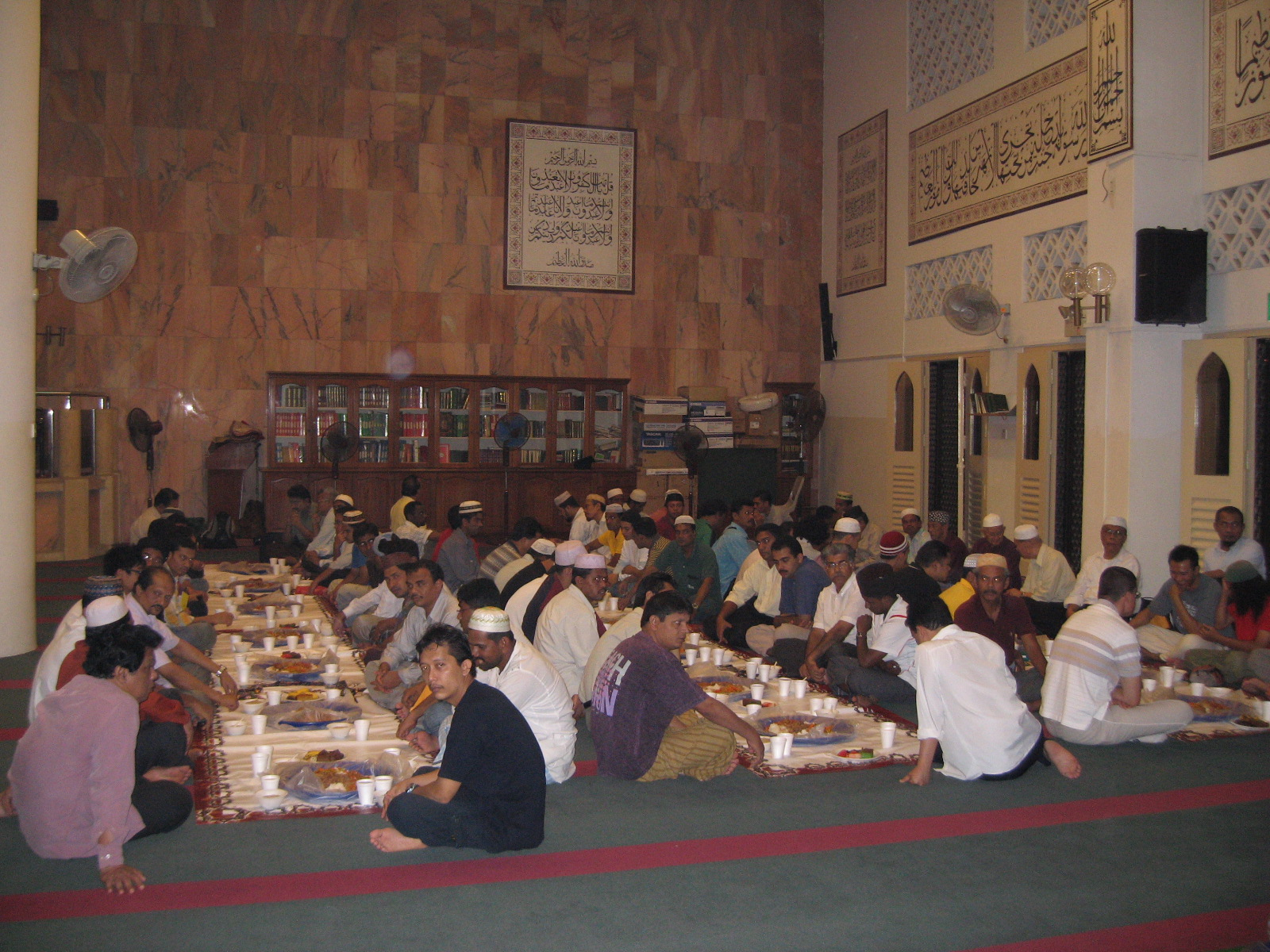
Muslimové v mešitě na konci ramadánu

Ramadán (arabsky رمضان‎, Ramaḍān) je měsíc islámského lunárního kalendáře. Půst (saum, sawn, sijám), který patří k tomuto měsíci, je původní semitský zvyk přebraný od židů a křesťanů. V islámu patří půst mezi pět pilířů islámu a je aktem víry, výrazem očisty, prohloubení sebeobrazu ve víře, připomenutím boží moci a duchovního spojení s ní.

## Geneze
Muslimové během měsíce ramadánu slaví první boží zjevení, které údajně v tomto měsíci prorok Mohamed obdržel. Bylo to první zjevení Koránu. Na paměť toho drží muslimové celý měsíc zvláštní půst. Ten se nazývá saum a jeho smyslem je přiblížit se více k duchovní podstatě islámu. Užívají k tomu dočasné zřeknutí se některých pozemských potřeb.

## Kdy nastává ramadán
Slavení tohoto svátku se odvíjí od islámského kalendáře. Islámský kalendář není solární, jako běžně používaný gregoriánský kalendář, ale lunární, který je tvořen dvanácti měsíci po dvaceti devíti či třiceti dnech. Je tedy kratší o 11 dní. V důsledku toho je ramadán každý rok v jiný čas. Ačkoliv lze přibližný začátek toho svátku vypočítat, pro jeho přesný začátek je nutné počkat na spatření srpku nového měsíce na obloze. Například v roce 2009 připadl ramadán na období od 21. srpna do 19. září, přičemž v Severní Americe začal o den později.
Termíny ramadánu 2018–2030
- 2018: 16. května – 14. června
- 2019: 6. května – 4. června
- 2020: 24. dubna – 23. května
- 2021: 13. dubna – 12. května
- 2022: 3. dubna – 2. května
- 2023: 23. března – 21. dubna
- 2024: 11. března – 9. dubna
- 2025: 1. března – 30. března
- 2026: 18. února – 19. března
- 2027: 8. února – 9. března
- 2028: 28. ledna – 26. února
- 2029: 16. ledna – 14. února
- 2030: 6. ledna – 4. února

## Během půstu
Půst trvá od úsvitu do západu Slunce. Jeho hodinové trvání je tedy závislé na ročním období Ramadánu a na tom, kde na světě se muslim nachází. V roce 2017 například nejdelší půst čekal na muslimy v Reykjavíku (20 hodin), v Helsinkách (19 hodin a 28 minut) a ve Stockholmu, Oslu a Kodani (asi 19 hodin). Ale například v muslimské Indonésii, která se nachází blízko rovníku, trval půst pouhých 13 hodin.
Muslimové začínají svůj půst se svoláváním na ranní modlitbu, fadžr, která probíhá při úsvitu. Poslední jídlo, které je servírováno před začátkem půstu, se nazývá suhúr. Půst je ukončován svoláváním na večerní modlitbu, maghrib.
Během půstu není muslimům povoleno jíst ani pít nebo se přiblížit ke svým manželkám a manželům. Doporučuje se také zdržet se všech nereligiózních projevů, smyslových vzrušení a rozptýlení, vyvarovat se hněvu, pomluv, vulgární mluvy, lží, závisti a ostatních nectností. Toto období je také časem k urovnání sporů a špatných vztahů.
Ramadán je obecně nazýván měsícem radosti a má být obdobím, kdy se věřící navštěvují, jsou k sobě laskaví a vlídní, jsou štědří k těm nejpotřebnějším a upevňují svou sounáležitost účastí na nepovinných modlitbách.
První pokrm, který muslimové po skončení půstu jedí, se nazývá iftár. Základem iftáru jsou datle a voda/mléko. Tímto jídlem přerušoval svůj půst prorok Muhammad, je to tedy sunna. Po modlitbě maghrib je servírováno mnoho pokrmů, jejichž druhy se liší oblast od oblasti. Pro země Perského zálivu je typické kuře s rýží, nesmí chybět ovoce, sladkosti. V dnešní době se během iftáru mnoho muslimů snaží dohnat jídlo, které během dne zameškali, avšak je sunnou stravovat se střídmě.
Muslimové také během ramadánu konají více modliteb než obvykle, ať už dobrovolné modlitby během dne či noční modlitbu tarawíh. Během ramadánu by měl každý muslim přečíst celý Korán. Ten je rozdělen na stejně dlouhé části označované džúz, každý den je určena ke čtení jedna část, to napomáhá ke snazšímu přečtení celé knihy.

## Kdo se nemusí postit
Od půstu jsou osvobozeny těhotné a kojící ženy, nemocní lidé, lidé cestující na dlouhou vzdálenost. Nepostí se také děti do doby, než dosáhnou puberty. Dále je zakázáno postit se menstruujícím ženám a ženám v šestinedělí.

## Lajlat al-Qadr
Nejvýznamnějším časem v ramadánu je Lajlat al-Qadr. Muslimové věří, že během této noci byl poprvé proroku Muhammadovi zjeven Korán. Přesné datum není známo, je řečeno, že je to jedna z lichých nocí na konci ramadánu, nejpravděpodobněji noc na 27. ramadán – v islámské časomíře začíná den západem slunce.

## Íd al-Fitr
Ramadán končí veselým svátkem Íd al-fitr, svátkem přerušení půstu, který v roce 2017 podle kalendáře používaného v Mekce začal se zatměním slunce 24. června. Připadá na první den desátého měsíce lunárního kalendáře a na rozdíl od ramadánu v něm muslimové nesmějí držet půst. Íd al-fitr se většinou slaví tři dny a je při něm povinnost poskytnout pomoc chudým. Nejpozději první den svátku přerušení půstu má věřící muslim darovat almužnu (zakát), která má vyvážit jeho neúmyslná pochybení během ramadánu.

## Jak se chovat během ramadánu
Ramadán slaví celý islámský svět, kam patří zejména státy Blízkého východu a Severní Afriky. Mezi nejčastější země, kde se půst dodržuje, patří Egypt, Tunisko, Spojené arabské emiráty a Turecko (ne tak striktně).
Cizinci a věřící jiných náboženství by v těchto zemích měli dodržovat určitá pravidla. Především by na veřejnosti neměli v době půstu jíst ani pít, kouřit, žvýkat, ani se nevhodně, vyzývavě oblékat. V hotelech či dalších veřejných zařízeních jsou obvykle vytvořeny takové podmínky, aby se bylo možno najíst v ústraní. Pokud turisté na veřejnosti tato pravidla nerespektují, mohou být upozorněni, pokutováni, a hrozí jim i vězení.
V době ramadánu mohou mít některé podniky a noční kluby omezenou otvírací dobu. Přes den nikde nehraje žádná hudba a alkohol se podává až po západu slunce. Ve městech muslimského světa tedy panuje relativní klid, naopak po západu slunce jsou v ulicích měst běžné oslavy, hostiny a jiné „noční dýchánky“, nezřídka včetně živé hudby a vášnivých konverzací na různá témata.